# Conus thorae
Espèce
Conus thorae est une espèce fossile de mollusques gastéropodes marins de la famille des Conidae.

## Distribution
Cette espèce marine est endémique de la Nouvelle-Zélande et n'est connue que sous forme de fossile.

## Taxonomie

### Publication originale
L'espèce Conus thorae a été décrite pour la première fois en 1927 par le malacologiste néo-zélandais Harold John Finlay (d) dans « Transactions of the New Zealand Institute »,.